# Эстонский дорожный музей
Эсто́нский доро́жный музе́й (эст. Eesti Maanteemuuseum) — эстонский музей, посвящённый истории дорог и дорожной технике. Задачей музея является ознакомление посетителей с историей дорог в научной, образовательной и развлекательной форме. Музей располагается на территории и в помещениях построенной в 1863 году почтовой станции в деревне Варбузе, волость Канепи, Пылвамаа, на старинной дороге Тарту — Вастселийна — Псков. Основателем музея является Департамент шоссейных дорог Эстонии.

## Музей
Идея создания музея принадлежит Ааду Лаасу (эст. Aadu Laas; 1928—2001), который долгое время руководил строительством и обслуживанием эстонских дорог и считался «главным инженером дорог Эстонии». Идея была высказана в 1980-х годах. Создание музея началось в конце 1990-х годов. Музей было решено организовать в помещениях бывшей почтовой станции в деревне Варбузе в Пылвамаа. Сама станция была построена в 1863 году и до 1930-х годов использовалась для нужд конной почты. На станции находилось несколько десятков лошадей, осуществлявших регулярное почтовое сообщение между городами Тарту и Выру. После того, как конная почта пришла в упадок, в 1935 году станция была передана в распоряжение дорожного мастера. До 1997 года в её помещениях располагался центр дорожной службы.
Комплекс почтовой станции, состоящий из пяти зданий, находится под охраной как памятник архитектуры. В комплекс входят следующие здания:
- главное здание, отреставрировано в 2001 году;
- каретный сарай, отреставрирован в 2001 году;
- конюшня, отреставрирована в 2004 году;
- кузница, отреставрирована в 2005 году;
- дом для ямщиков и шорников, отреставрирован в 2005 году.

Здания комплекса построены из красного кирпича и булыжника, они соединяются общей каменной стеной, внутри которой располагается внутренний двор. В 2003 году был построен ангар площадью около 1000 м² для экспозиции дорожной техники и дорожных машин, которые можно было когда-либо встретить на дорогах Эстонии.
Это — главное здание и сарай для карет (отреставрированы в 2001 году), конюшня (отреставрирована в 2004 году), кузница и жилище для ямщиков и шорников (отреставрированы в 2005 году). Все здания соединены каменной стеной, образуя просторный внутренний двор. В построенном в 2003 году ангаре на 1000 м² экспонируются машины, которые ездили по дорогам Эстонии, а также машины, которыми эти дороги строились.
Совет музея впервые собрался 15 декабря 2000 года, эта дата считается датой основания музея. В следующем году к работе в качестве сотрудников приступили три человека, работа финансировалась Пылваским отделением Департамента шоссейных дорог. Для посетителей музей открылся 6 июня 2005 года, первым руководителем музея стала Марге Реннит (эст. Marge Rennit).

## Экспозиция
Цель музея — наиболее широкое раскрытие истории дорог. Экспозиция музея направлена на то, чтобы представить дорогу как развивающуюся физическую среду, изменение которой происходит одновременно с развитием движущихся по дороге транспортных средств. Внимание посетителей обращается на то, как меняются со временем потребности и привычки пользователей дорог.
В музее имеются следующие категории экспонатов.
- Дорожно-строительные машины и машины для содержания дорог: грейдеры, катки, грузовики, пескоразбрасыватели и др. Музей располагает одной из самых полных коллекций грейдеров в Прибалтике; здесь имеется первый моторизованный грейдер в Эстонии Bitvargen, а также изготовленные Пайдеским заводом дорожных машин автогрейдеры В-10 и Д-512.
- Транспортные средства: кареты, повозки, автомобили, автобусы и др.
- Другие предметы: вспомогательное оборудование, сигнальные огни, номерные знаки, рабочие инструменты, униформа работников и др.
- Архив: документы, рукописи, инвентарные списки, пропуска, корреспонденция и др.
- Карты, чертежи, планы.
- Публикации: справочники, учебники, техническая и нормативная документация, рекламные материалы, личные библиотеки и др.
- Фотоколлекция: фото-, кино- и видеоматериалы[5].

Помимо экспозиции, музей предлагает ряд развлечений. Посетители могут проехать по территории станции на почтовой карете, запряжённой парой лошадей. Имеется отрезок дороги, иллюстрирующей изменение эпох: дорога начинается гатью и заканчивается асфальтированным участком; установленные вдоль обочины дороги экспонаты иллюстрируют изменяющиеся с годами эпохи. Среди экспонатов — старинная корчма, зона отдыха сталинских времён, заправочная станция 1960-х годов. Имеется небольшой городок с электромобилями для детей и взрослых. Посетители могут проехать по старому почтовому тракту на трофейном отреставрированном автобусе Saurer 1943 года выпуска. Музей также организует семинары, семейные праздники и учебные мероприятия, при музее имеется гостевой дом на 8 мест.
Музей является одной из туристических достопримечательностей Пылвамаа.